# Шнега
Шнега (њем. Schnega) општина је у њемачкој савезној држави Доња Саксонија. Једно је од 27 општинских средишта округа Лихов-Даненберг. Према процјени из 2010. у општини је живјело 1.407 становника. Посједује регионалну шифру (AGS) 3354022.

## Географски и демографски подаци
Шнега се налази у савезној држави Доња Саксонија у округу Лихов-Даненберг. Општина се налази на надморској висини од 45 метара. Површина општине износи 54,0 km². У самом мјесту је, према процјени из 2010. године, живјело 1.407 становника. Просјечна густина становништва износи 26 становника/km².